# Championnats d'Asie de boxe amateur 1985
Navigation
Édition précédente Édition suivante
La 12e édition des championnats d'Asie de boxe amateur s'est déroulée à Bangkok, Thaïlande, du 20 au 27 septembre 1985. 

## Résultats

### Podiums
| Catégories                    | Or                 | Argent              | Bronze                           |
| Poids mi-mouches (-48 kg)     | Supap Boonrod      | Chong Shim-park     |                                  |
| Poids mouches (-51 kg)        | Kwanchai Samrangit | Leopoldo Serrantes  | Prabin Tuladhar Seiki Segawa     |
| Poids coqs (-54 kg)           | Kumunon Jangpang   | Yong Mo-heo         | Crisologo Flores                 |
| Poids plumes (-57 kg)         | Choon Kil-lee      | Tan Leong Kok       | Ruben Mares Kesak Singh          |
| Poids légers (-60 kg)         | Leopoldo Cantancio | Songpol Meesuontong | Chung Ji-Jo Dhanu Pal Mathivanam |
| Poids super-légers (-63,5 kg) | Hwang Bum-jin      | Atta Abad Ali       | Kunihiro Miura Samruay Mongsong  |
| Poids welters (-67 kg)        | Kyung Sup-song     | Khalid Ahmed        | Mohamed Mukhlis                  |
| Poids super-welters (-71 kg)  | Si Hun-park        | Manjit Pal Singh    | Chiharu Ogiwara                  |
| Poids moyens (-75 kg)         | Ki Ho-hong         | Ramon Napagao       |                                  |
| Poids mi-lourds (-81 kg)      | Byung Yong-min     | Dhan Bahadur Gurung |                                  |
| Poids lourds (-91 kg)         | Ismail Khalil      | Anan Inkanket       | Mukhtar Singh                    |
| Poids super-lourds (+91 kg)   | Hyun-Man Baik      | Jaipal Singh        | Habib Ullah                      |

### Tableau des médailles
| Place | Pays             | Médaille d'or, Asie | Médaille d'argent, Asie | Médaille de bronze, Asie | Total |
| ----- | ---------------- | ------------------- | ----------------------- | ------------------------ | ----- |
| 1     | Corée du Sud     | 7                   | 2                       | 1                        | 10    |
| 2     | Thaïlande        | 3                   | 2                       | 1                        | 6     |
| 3     | Philippines      | 1                   | 2                       | 2                        | 5     |
| 4     | Irak             | 1                   | 1                       | 0                        | 2     |
| 5     | Inde             | 0                   | 3                       | 3                        | 3     |
| 6     | Singapour        | 0                   | 1                       | 1                        | 2     |
| 6     | Pakistan         | 0                   | 1                       | 1                        | 2     |
| 8     | Japon            | 0                   | 0                       | 3                        | 3     |
| 9     | Népal            | 0                   | 0                       | 1                        | 1     |
| Total | 9 pays médaillés | 12                  | 12                      | 13                       | 37    |